# Banát (1941–1944)
Banát, správněji jeho část, která náležela ke Království Jugoslávii, tvořila v letech 1941–1944 specifickou správní jednotku. Území formálně náleželo Srbsku, avšak bylo spravováno jako autonomní oblast nacistickým Německem prostřednictvím zdejšího německého obyvatelstva.

## Historie

### Souvislosti
Banát byl po osvobození od turecké nadvlády (1718) téměř vylidněn. Přes třicet let zůstal pod rakouskou vojenskou správou a v tomto období začal být dosidlován evropskými kolonisty. Jednalo se především o Němce ze Švábska, ale i z jiných částí svaté říše římské, Francouze z Lotrinska, Slováky atd. Po rakousko-uherském vyrovnání se zvyšoval podíl obyvatel z Uherska, především Maďarů.
Po první světové válce zde žijící Maďaři a Němci vyhlásili samostatnou Banátskou republiku, ale tento pokus byl neúspěšný a Banát byl rozdělen mezi Rumunsko (východní, větší část) a Království Srbů, Chorvatů a Slovinců (západní, menší část). Jen nepatrná část připadla Maďarsku.

### Vznik
Poté, co byla v r. 1941 Jugoslávie okupována jednotkami Osy, došlo k jejímu dělení. O připojení její části Banátu usilovaly jak Rumunsko, tak Maďarsko. Na druhé straně německé minority usilovaly o zřízení německého státu v údolí Tisy a Dunaje, který by zahrnoval rovněž Bačku a Srem – oblasti, které byly přiřknuty Maďarsku, respektive Chorvatsku. Přes opakované osobní intervence u Hitlera, byly jejich žádosti zamítnuty. Důvodem byla snaha jednak nenarušit úzké svazky s maďarskou a rumunskou vládou, jednak zachovat si potenciální trumf pro jednání s nimi. Aby zamezilo jakémukoli možnému spojenectví, ponechalo Německo Banát podřízený přímo svému vojenskému velení v Srbsku.

### Trvání
Protože byl Banát formálně součástí Srbska, přikázali Němci srbské vládě, aby ho vyhlásila samostatnou správní jednotkou. Tu vedl civilní komisař Joseph-Sepp Lapp a správu vykonával prostřednictvím místní německé menšiny. Banátští Němci použili veškeré prostředky, aby posílili svoje postavení vůči ostatním místním národnostem a podpořili rozvoj německého nacionálního cítění. Činili tak prostřednictvím školského systému a rozličných organizací, především mládežnických. Tato činnost měla přimět nacistické autority ke zřízení nové německé župy v Podunají a Transylvánii, kterou nazývali Župa prince Evžena (Prinz-Eugen Gau). Přestože tento plán nebyl nikdy oficiálními nacistickými kruhy potvrzen, byl v souladu s diskutovaným osídlením oblasti Železných vrat Němci nebo zřízením říšské pevnosti v Bělehradě.
Záhy po vzniku administrativní jednotky byli místní Židé soustředěni do Zrenjaninu a poté transportováni do koncentračního tábora v Tašmajdanu v Srbsku. V září 1941 proběhly hromadné popravy Židů a Srbů. Akce byly tak důkladné, že v srpnu 1942 byla oblast prohlášena za judenrein (bez Židů). Na popravišti Stratište poblíž banátské vsi Jabuka bylo v letech 1941 až 1944 zabito více než 10 000 Srbů, Židů a Romů.

Znak Divize Prinz Eugen

Po okupaci Jugoslávie byla z tamějších Němců zřízena 7. dobrovolnická horská divize SS „Prinz Eugen“. Její jádro tvořili Němci banátští a štáb sídlil v banátském městě Pančevo. Protože dobrovolníků nebylo tolik, aby vytvořili plnohodnotnou divizi, byla banátským Němcům uložena branná povinnost, přestože nebyli říšskými občany. Následně bylo ke zbraním SS odvedeno okolo 21 500 branců z celého Srbska. Velitelem divize byl gruppenführer Artur Phleps. Do prosince 1941 již měla stav 21 102 mužů. Divize operovala proti partyzánům na území bývalé Jugoslávie, a to celkem neúspěšně. Neblaze proslula represemi a zvěrstvy vůči civilnímu obyvatelstvu, zejména Srbům. Na Norimberském procesu byla obviněna ze zločinů vůči zajatcům a civilistům.

### Zánik
Během bělehradské operace byl jednotky Osy na podzim 1944 z Banátu vytlačeny a tato územní jednotka zanikla. Oblast se stala součástí Demokratické Jugoslávie a následně její autonomní oblasti Vojvodina.

## Obyvatelstvo

### Národnostní složení
Podle sčítání v r. 1931 mělo obyvatelstvo následující národnostní složení:
| národnost | počet   | procentuální zastoupení |
| --------- | ------- | ----------------------- |
| Srbové    | 261 123 | 44,59                   |
| Němci     | 120 541 | 20,58                   |
| Maďaři    | 95 867  | 16,37                   |
| Rumuni    | 62 365  | 10,65                   |
| Slováci   | 17 900  | 3,06                    |
| Chorvati  | 12 546  | 2,14                    |
| ostatní   | 15 237  | 2,61                    |
| Celkem    | 585 579 | 100,00                  |

Německá menšina v důsledku vývoje po druhé světové válce v této části Banátu prakticky zanikla. Vzhledem k rychlému postupu fronty nebyla její evakuace tak rozsáhlá jako jinde. Koncem roku 1944 bylo několik tisíc Němců (odhady kolísají mezi 12 000 až 30 000), převážně žen, odvezeno na nucené práce do Sovětského svazu, především na Donbas. V březnu 1945 bylo německé obyvatelstvo soustředěno v tzv. vesnických táborech. Od r. 1948 bylo povolena hromadná emigrace do Francie těm, kdo se prohlásili za potomky lotrinských imigrantů. Později byla povolena i emigrace individuální. Po roce 1950 zůstávalo v oblasti z původního německého obyvatelstva asi 16 %. V současnosti (2012) zde nežije žádná německá menšina.

### Náboženství
Podle sčítání v r. 1931 se obyvatelé hlásili k následujícím církvím:
| Církev          | počet   | procentuální zastoupení |
| --------------- | ------- | ----------------------- |
| pravoslavná     | 321 262 | 56,71                   |
| římskokatolická | 196 087 | 34,62                   |
| protestantské   | 37 179  | 6,56                    |
| ostatní         | 11 932  | 2,11                    |